# Rosema
Rosema est une localité de Sao Tomé-et-Principe située au nord-ouest de l'île de São Tomé, dans le district de Lembá, dans l'arrière-pays de Neves. C'est une ancienne roça qui était une dépendance de celle de Ponta Figo.

## Population
Lors du recensement de 2012, 2 587 habitants y ont été dénombrés.

## Roça
C'était une importante roça du nord du pays, devenue le siège et le nom de la seule brasserie du pays (Cervejeira Rosema), ainsi que le nom de l'une des bières qu'elle produit.
Photographies et croquis réalisés en 2014 mettent en évidence la disposition des bâtiments, leurs dimensions et leur état à cette date.